# Te Deum (hymne)
Het Te Deum (de eerste twee woorden van Te Deum laudamus, Latijn voor "Wij loven U, O God") is een hymne op basis van de Bijbel, die in de liturgie van de christelijke kerken waaronder ook de Rooms-Katholieke Kerk gebruikt wordt. De lofzang is ontstaan rond het jaar 400 n.Chr., gesteld in ritmisch proza en wordt tegenwoordig toegeschreven aan Nicetas van Remesiana. Legendarisch is het verhaal dat bisschop Ambrosius van Milaan deze tekst in beurtzang met Augustinus zou hebben gezongen ter gelegenheid van diens doop. Het Te Deum wordt daarom ook wel de Ambrosiaanse lofzang genoemd.

## Lofzang
Bij plechtige dankdiensten, na processies en bij liturgische diensten voor de vorst(in), wordt nog vaak het Te Deum gezongen. In België is dat met de nationale feestdag het geval; zie Te Deum (België). Tijdens het ancien régime gebeurde dat ook aan het slot van een triomfantelijke intocht, nadat een veldheer een stad had ingenomen. Men kan de lofzang ook nog vaak horen bij parochie- en priester-jubilea en soms bij speciale gelegenheid tijdens het Lof. Het Te Deum kan ook gezongen in de vigilie, de plechtige vespers op de vooravond van kerkelijke hoogfeesten.
De geest van deze lofzang vindt men ook terug in de Duitse lofzang Grosser Gott wir loben Dich, waarvan het Nederlandse Grote God, wij loven U (Liedboek voor de Kerken, nr. 444; Liedboek 2013, nr 413) een vertaling is. Ook gezang 399 op de melodie van psalm 89 is afgeleid van het Te Deum. Het werd berijmd door Ahasverus van den Berg (1733-1807).

## Muziek
De Gregoriaanse melodie en Latijnse tekst zijn dikwijls gearrangeerd voor koor en orkest, onder andere door Joseph Haydn (tweemaal), Wolfgang Amadeus Mozart, Hector Berlioz, Jean-Baptiste Lully, Anton Bruckner, Giuseppe Verdi in zijn Quattro pezzi sacri en van Marc-Antoine Charpentier. Er bestaan van deze lofzang in het Latijn drie versies die op gregoriaanse wijze worden gezongen: more romano, tono solemni en tono simplici, alle drie in de derde kerktoonladder of frygische modus. In de Anglicaanse kerk werd de Latijnse tekst in het Engels vertaald en klinkt het Te Deum in combinatie met het Jubilate na de eerste en tweede lezing in de morgendienst (matins). Er bestaan veel composities voor deze uiting van het Te Deum uit vele tijdsperioden van onder anderen Henry Purcell, John Rutter (2×), Herbert Sumsion en Charles Villiers Stanford (2x) en nog veel andere Engelse componisten waaronder ook Georg Friedrich Händel (3×) en William Walton, deze laatste ter gelegenheid van de kroning van koningin Elizabeth. Benjamin Britten schreef er ook twee: Te Deum en Festival Te Deum.
Doorgaans worden de uitzendingen van Eurovisie ingeleid op de klanken van de intro van het Te Deum van Marc-Antoine Charpentier, dit muziekstuk staat daardoor ook bekend als de Eurovisiemars.

## Latijnse tekst en Nederlandse vertaling
| Latijnse tekst | Nederlandse vertaling |
| --- | --- |
| Te Deum laudamus; te Dominum confitemur. Te æternum Patrem omnis terra veneratur. Tibi omnes angeli, tibi cæli et universæ Potestates, Tibi Cherubim et Seraphim incessabili voce proclamant: Sanctus, Sanctus, Sanctus Dominus Deus Sabaoth. Pleni sunt cæli et terra majestatis gloriæ tuæ. Te gloriosus Apostolorum chorus, Te Prophetarum laudabilis numerus, Te Martyrum candidatus laudat exercitus. Te per orbem terrarum sancta confitetur Ecclesia: Patrem immensæ majestatis; Venerandum tuum, verum, et unicum Filium; Sanctum quoque Paraclitum Spiritum. Tu Rex gloriæ, Christe, Tu Patris sempiternus es Filius. Tu ad liberandum suscepturus hominem, non horruisti Virginis uterum. Tu devicto mortis aculeo, aperuisti credentibus regna cælorum. Tu ad dexteram Dei sedes, in gloria Patris. Judex crederis, esse venturus. (Hic genuflectitur) Te ergo quæsumus, tuis famulis subveni, quos pretioso sanguine redemisti; Aeterna fac cum Sanctis tuis in gloria numerari. Salvum fac populum tuum Domine, et benedic hereditati tuæ. Et rege eos, et extolle illos, usque in æternum. Per singulos dies, benedicimus te, et laudamus nomen tuum in sæculum et in sæculum sæculi. Dignare Domine die isto sine peccato nos custodire. Miserere nostri Domine, miserere nostri. Fiat misericordia tua Domine super nos, quem admodum speravimus in te. In te Domine speravi; non confundar in æternum. | Wij prijzen U, o God. U, Heer, loven wij. U, eeuwige Vader, eert heel de aarde. Tot U roepen alle engelen, tot U de hemelen en alle machten. Tot U roepen Cherubijnen en Serafijnen die zonder ophouden zingen: Heilig, heilig, heilig de Heer, de God der hemelse machten. Vol zijn hemel en aarde van uw heerlijkheid. U looft het roemvol koor der apostelen, U het lofwaardig getal der profeten, U looft de blanke stoet der martelaren. U prijst de heilige Kerk over heel de aarde: U, Vader, onmetelijk in majesteit; U, eniggeboren Zoon, waarachtig en hoog verheven; U, Heilige Geest, de Vertrooster. Gij, Christus, Koning der glorie, Gij zijt de eeuwige Zoon van de Vader. Gij, die om de mens verlossing te brengen geen vrees hebt gehad voor de schoot van de Maagd. Gij die de prikkel van de dood hebt overwonnen en voor de gelovigen het hemels rijk hebt geopend. Gij zit aan Gods rechterhand in de glorie van de Vader. Gij wordt geloofd als rechter te zullen komen. (Hier knielt men in sommige geloofsgemeenschappen) U dan smeken wij: kom uw dienaars te hulp, die Gij door uw Kostbaar Bloed hebt gered; Laat ons geteld worden onder uw heiligen in de eeuwige heerlijkheid. Red, Heer, red uw volk en zegen uw erfdeel, hoed hen, en draag hen voor immer. U willen wij prijzen iedere dag, uw naam verheerlijken voor altijd. Wees genadig, Heer, spaar ons deze dag voor de zonde. Ontferm U over ons, Heer, ontferm U over ons. Laat uw barmhartigheid neerdalen over ons, zoals ons vertrouwen uitgaat naar U. Op U, Heer, is onze hoop gevestigd; beschaam ons niet in eeuwigheid. |

## Wetenswaardigheden
- De hymne is opgebouwd uit drie delen: 
  1. Lofprijzing van Gods majesteit eindigend met een doxologie.
  2. Aanroeping van Christus als Verlosser van de wereld.
  3. Smeekbede om ontferming met behulp van psalmfragmenten.
- De paar priesters die meevoeren in 1492 met de vloot van Christoffel Columbus, zongen het Te Deum toen ze voet aan land zetten op San Salvador (Bahama's), het eerste eiland dat ze zagen.[bron?] Met een kruis in hun hand werd het eiland onder christelijke toenadering betreden.[bron?]
- De naam van deze lofzang komt ook voor in het lied Gonzofoon van Drs. P.
- Telex gebruikte een stukje uit het lied voor de Belgische inzending op het Eurovisiesongfestival 1980.